# 平川哲生
平川哲生（1979年11月13日—），日本男性動畫師、演出家。出身於千葉縣。

## 人物簡介
早年進入動畫公司MADHOUSE之後，以自由動畫師身分參加各種動畫作品的製作。
小說《川之光》決定改編長篇電影時，在茂木仁史的推薦執之下第一次擔任導演得到拔擢。並獲得第18屆EARTH VISION地球環境影像祭兒童EARTH VISION獎、第16屆上海電視祭銀獎（海外動畫部門）、美國國際VIDEO FILM祭2010娛樂部門Best of Awards及Gold Camera獎等獎項。後來，平川在Twitter發表根據在電視上重播及為這部電影進行作品解說與評論而引發話題。

## 參加作品

### 電視動畫
2000年代
- 2002年：彩夢芭蕾（原畫）
- 2002年：我們這一家（原畫）
- 2003年：青檸色之戰奇譚（動畫、原畫）
- 2003年：MOUSE（原畫）
- 2003年：HAPPY★LESSON ADVANCE（原畫）
- 2003年：魔法咪路咪路Golden（原畫）
- 2003年：神魂合體!!（原畫）
- 2003年：我要上太空（原畫）
- 2003年：F-ZERO 法爾康傳說（日语：F-ZERO ファルコン伝説）（原畫）
- 2003年： 鋼之鍊金術師（原畫）
- 2003年：SPACE PIRATE CAPTAIN HERLOCK（日语：SPACE PIRATE CAPTAIN HERLOCK）（動畫）
- 2004年：風人物語（原畫）
- 2004年：To Heart ～Remember my Memories～（原畫）
- 2004年：御伽草子（原畫）
- 2005年：聖魔之血（原畫）
- 2005年：哆啦A夢 (2005年版)（原畫）
- 2006年：XXXHOLiC（原畫）
- 2006年：交響情人夢（原畫）
- 2006年：新鮮釀造音樂劇 練馬蘿蔔兄弟（日语：練馬大根ブラザーズ）（原畫）
- 2006年：家庭教師HITMAN REBORN！（原畫）
- 2007年：賭博默示錄（原畫）
- 2007年：絕望先生（原畫）
- 2007年：ef - a tale of melodies.（原畫）
- 2007年：電腦線圈（原畫）
- 2007年：藍龍（原畫）
- 2007年：灼眼的夏娜II（原畫）
- 2008年：奇奇的異想世界（原畫）
- 2008年：交響情人夢 巴黎篇（原畫）
- 2008年：小雙俠 (2008年版)（原畫）
- 2008年：鐵腕女警 DECODE（日语：鉄腕バーディー DECODE）（原畫）
- 2008年：神薙（原畫）
- 2008年：死後文（原畫）
- 2008年：向陽素描×365（原畫）
- 2008年：俗·絕望先生（原畫）
- 2008年：獄·絕絶望先生（原畫）
- 2009年：川之光（導演[2]、分鏡）
- 2009年：第一神拳New Challenger（原畫）
- 2009年：懺·絕望先生（原畫）
- 2009年：咲-Saki-（原畫）

2010年代
- 2010年：空·之·音（分鏡、演出）
- 2010年：世紀末超自然學院（分鏡、演出、原畫）
- 2010年：丸少爺（分鏡）
- 2010年：女僕咖啡廳（原畫、ED原畫）
- 2010年：SHIN-MEN（日语：SHIN-MEN）（原畫）
- 2011年：電波女與青春男（分鏡、原畫）
- 2011年：Dororon炎魔君 熊～熊燃燒（日语：Dororonえん魔くん メ〜ラめら）（原畫、第2原畫）
- 2011年：青之驅魔師（原畫）
- 2011年：蘿球社！（原畫）
- 2011年：轉吧！企鵝罐（原畫）
- 2011年：足球騎士（編劇）
- 2012年：緋色的碎片（原畫）
- 2012年：HUNTER×HUNTER (新版)（原畫）
- 2012年：坂道上的阿波羅（原畫）
- 2012年：Campione 弒神者！～不順從之神與弒神的魔王～（分鏡）
- 2012年：一起一起這裡那裡（分鏡）
- 2013年：惡之華（助理導演、作畫統括、EXTRA）
- 2013年：BLAZBLUE Alter Memory（分鏡、OP分鏡&演出）
- 2013年：萌萌侵略者 OUTBREAK COMPANY（分鏡）
- 2014年：流浪神差（分鏡、演出）
- 2014年：Soul Eater Not！（分鏡）
- 2014年：刀劍神域II（分鏡）
- 2014年：TRINITY SEVEN 魔道書7使者（分鏡）
- 2015年：The Rolling Girls（分鏡、演出）
- 2015年：血界戰線（分鏡）
- 2015年：終結的熾天使（分鏡、演出）
- 2015年：果然我的青春戀愛喜劇搞錯了。續（分鏡）
- 2015年：流浪神差ARAGOTO（分鏡）
- 2016年：粗點心戰爭（OP分鏡）
- 2016年：只有我不存在的城市（分鏡）
- 2016年：甲鐵城的卡巴內利（分鏡）
- 2016年：漂流武士（分鏡）
- 2016年：星夢手記（分鏡）
- 2017年：從零開始的魔法書（導演[3]、編劇、分鏡、演出）
- 2017年：Fate/Apocrypha（分鏡）
- 2018年：飛龍女孩（分鏡）
- 2019年：毛球剛次郎（日语：けだまのゴンじろー）（導演[4][注 1]、分鏡）
- 2019年：YU-NO 在這世界盡頭詠唱愛的少女（導演[5]、編劇、分鏡）

2020年代
- 2020年：咒術迴戰（分鏡）
- 2022年：幕末替身傳說（導演、系列構成、編劇、分鏡）
- 2025年：S級怪獸《貝希摩斯》被誤認成小貓，成為精靈女孩的騎士（寵物）一起生活（編劇、分鏡）
- 2025年：完美到難以接近的聖女遭到解除婚約後被賣到鄰國（分镜）

### OVA
- 2006年：高野綾（日语：タカノ綾） PACHINKO EXPLOSION（作畫）
- 2008年：爆粗Band友（原畫）
- 2008年：15 Step - Radiohead Contest Winner（原畫）
- 2011年：改造新人類（原畫）
- 2015年：『堀桑與宮村君』第3話（導演）

### 電影動畫
- 2004年：雲之彼端，約定的地方（作畫協力）
- 2005年：蠟筆小新：3分鐘百變大進擊（原畫）
- 2005年：ONE PIECE 祭典男爵與神祕島（原畫）
- 2006年：蠟筆小新：Amigo！森巴入侵計畫（原畫）
- 2006年：穿越時空的少女（原畫）
- 2007年：蠟筆小新：小白的屁屁炸彈（原畫）
- 2007年：河童之夏（原畫）
- 2008年：Genius Party Beyond（日语：ジーニアス・パーティ#ジーニアス・パーティ・ビヨンド）「GALA」（原畫）
- 2009年：AFRO SAMURAI RESURRECTION（原畫）
- 2010年：五彩繽紛（原畫）
- 2011年：蠟筆小新：黃金間諜大作戰（原畫）

### 網路動畫
- 2016年：寶可夢世代（分鏡、演出）
- 2019年：聖鬥士星矢：黃道十二宮戰士（分鏡）
- 2019年：SUPER SHIRO（日语：SUPER SHIRO）（分鏡）

## 出演

### 電視節目
- 2005年：NHK特集 攜帶短歌 空飛…（NHK）
- 2009年：「川光」 ～密10月！長編舞台裏～（NHK）
- 2010年：MAG·NET（日语：MAG・ネット） 原惠一 流淚的動畫（NHK-BS2）

### 新聞
- 2006年10月6日 讀賣新聞東京朝刊 『見(4)』 「大」支職人 生活過酷

## 得獎歷
川之光
- 第18屆EARTH VISION地球環境影像祭兒童EARTH VISION獎
- 第16屆上海電視祭海外動畫部門銀獎
- 美國國際VIDEO FILM祭2010娛樂部門Best of Awards及Gold Camera獎

## 腳註

## 相關項目
- 日本動畫師列表

## 外部連結
- 平川哲生的X（前Twitter） （日語）
- （日語）－平川哲生的官方個人部落格。